# Telingana depressa
Telingana depressa är en insektsart som beskrevs av William D. Funkhouser 1935. Telingana depressa ingår i släktet Telingana och familjen hornstritar. Inga underarter finns listade i Catalogue of Life.